# 高橋名人のBUGってハニー
『高橋名人のBUGってハニー』（たかはしめいじんのバグってハニー）は、ハドソンから1987年6月5日に発売されたファミリーコンピュータ用アクションゲーム。『高橋名人の冒険島』（1986年）シリーズの1作に数えられる。

## 概要
ゲーム『高橋名人の冒険島』を原作にしたテレビアニメ『Bugってハニー』（1986年 - 1987年）の登場キャラクターを使用したゲーム作品で、一部ステージのBGMは同アニメのオープニングテーマと同じ曲が使われている。
横スクロールのアクションゲームであるが、『高橋名人の冒険島』とは違い左に戻ることも可能。
ハニーが高橋原人を助け出す設定のため、1面の操作キャラはハニーで、2面以降の操作キャラは高橋原人となっている。ハニーは空を飛んで移動することが可能。各ステージのボスを倒すには後述するブロック崩しで手に入るパスワードを揃える必要がある。1面にはボスはおらず、高橋原人を助けてクリアとなる。4ステージクリアでエンディングとなり、2周目が始まる。
当初はみどり、ダル、ワンナップの3人組も操作キャラとして、スターブレインやブタ王女も敵キャラとしての登場が予定されており、ドット絵も用意されていたのだが、開発途中でゲーム内容が大幅に変更された結果、完成版の形に落ち着いている。ブロック崩しは当初セガのアーケードゲーム「ピタゴラスの謎」の移植として出される予定だった物。また岩崎啓眞によると、「高橋名人の冒険島2」の受注の段階で、「ピタゴラス伝説」という別の作品と統合されたという。

## ゲーム内容

### ブロック崩し
ステージには何回か攻撃を当てると卵が登場するポイントがあり、その卵に触れるとブロック崩しゲームが始まる。また、光っている卵に触れると今までに集めたパスワードの内容が表示される。
ブロック崩しゲームはアクションモード時の残り体力によってブロック崩し用の残機が設定されており、残機0でミスするとアクションモードの残機が1減る。縦2画面で構成されており、下の段のパッドでボールを受け損なうとミスになる。下の段から来たボールを上の段のパッドの下部に当てるとボールが赤い貫通弾になる（数回パッドで受けると元に戻る）。
ブロックには敵が登場するブロックや誘爆出来る爆弾ブロック、何発も当てないと破壊できない硬いブロックや破壊できないブロックなどがある。ブロックを破壊するとアイテムやアルファベットが落下することがある。
- アイテムにはボールの動きを補助するレーザーやブロックを破壊できる雷を発射するアイテム、パッドを長くするアイテムがある。
- アルファベットはそのブロック崩しのステージの中で正しいもの以外を取ると画面が赤くフラッシュしてミスとなる。正しいものを取った場合は画面が白くフラッシュする。この状態でクリアするとそのブロック崩しステージのパスワードを取ったことになる。パスワードはステージごとに決まっており、1周目と2周目以降は違うパスワードが設定されている。

卵にはハズレも存在し、その卵に触れた場合は、破壊不能ブロックが英語で地獄を意味する「HELL」の形に配された脱出困難なステージへ送られる。
8か所のステージで正しいパスワードを取るとアクションステージの右端にある城の扉が開く。

### 登場キャラクター

#### プレイヤーキャラクター
ハニー・ビー
1面のみ登場。蜂の妖精の少女。空を飛べる。ハートの弾を投げて攻撃する。
高橋原人
1面の最後でハニーに救出され、2面以降のプレイヤーキャラクターとなる。石斧を投げて攻撃し、パワーアップアイテムを取ると炎に変わる。

#### 敵キャラクター
ドラゴン皇帝
2面のボスキャラクター。
キュラ大王
3面のボスキャラクター。
ダイキュラー
4面のボスキャラクター。

## 評価
- ゲーム誌『ファミコン通信』のクロスレビューでは、6・7・8・6の合計27点（満40点）となっている[8][7]。レビュアーの意見としては、「このゲームは、表面よりも裏面のほうが面白い」などと評されている[8]。

- ゲーム誌『ファミリーコンピュータMagazine』の読者投票による「ゲーム通信簿」での評価は以下の通り17.85点（満30点）となっている[2]。

| 項目 | キャラクタ | 音楽 | 操作性 | 熱中度 | お買得度 | オリジナリティ | 総合  |
| 得点 | 3.42       | 3.09 | 2.91   | 2.86   | 2.69     | 2.88           | 17.85 |